# Hofanlage Pennigbeck 6
Die Hofanlage Pennigbeck 6 in Syke, Ortsteil Osterholz, stammt aus dem 19. Jahrhundert.
Die Gebäudegruppe steht unter Denkmalschutz. Sie steht in der Liste der Baudenkmale in Osterholz.

## Geschichte

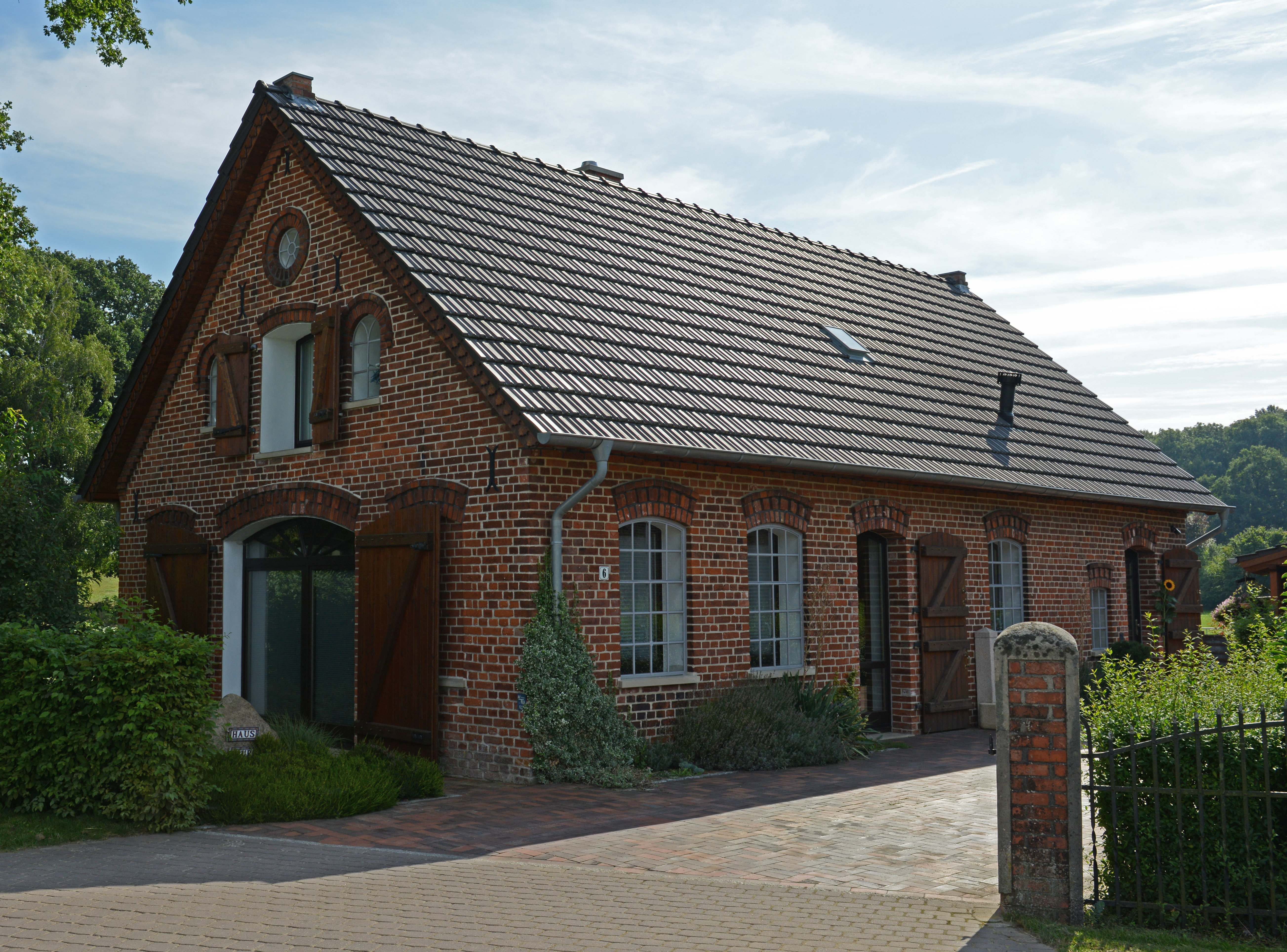
Schmiede

Osterholz wurde erstmals um 1250 als Osterholte in der Bremer Weserbrückenliste genannt.
Die kleine Hofanlage besteht aus:
- Wohn- und Wirtschaftsgebäude, ein Ziegelbau im Stil der Gründerzeit und in der Gebäudeform eines niederdeutschen Hallenhauses mit Segment- und Rundbögen über Tor, Türen und Fenstern; innen im Hauptgebäude im Original erhalten
- Ehemalige Schmiede als Ziegelbauwerk mit Satteldach
- sowie weitere nicht denkmalgeschützte Gebäude

Ein Gebäude wird aktuell (2022) u. a. durch ein Anwaltsbüro genutzt.